# Colias eurytheme
Colias eurytheme is een vlinder uit de familie van de Pieridae, de witjes.

## Kenmerken
De spanwijdte bedraagt 35 tot 70 millimeter. De vleugels zijn geel met bruine buitenranden. Op de beide voorvleugels bevindt zich een zwarte stip, op beide achtervleugels een oranje stip.

## Leefwijze
De waardplanten komen uit de vlinderbloemenfamilie en omvatten onder meer alfalfa, witte klaver en Melilotus alba. Bij de teelt van alfalfa kan de rups schadelijk zijn.

## Verspreiding en leefgebied
De soort komt voor in Noord-Amerika in grazige open landschappen en akkers, waar het een van de meest algemene vlinders is. De soort kent twee tot vijf jaarlijkse generaties afhankelijk van de plaats.